# حيوات سابقة
حيوات سابقة (بالإنجليزية: Past Lives)‏ هو فيلم دراما رومانسي من تأليف وإخراج سيلين سونغ. وبطولة غريتا لي، وتيو يو، وجون ماغارو. يتتبع الفيلم صديقَي طفولة على مدار 24 عامًا، وهما يتأملان طبيعة علاقتهما مع انفصالهما وعيشهما حياةً مختلفة. حبكة الفيلم شبه سيرة ذاتية، مستوحاة من أحداث حقيقية من حياة سونغ.
عُرض الفيلم لأول مرة في مهرجان صاندانس السينمائي في 21 يناير 2023، وأصدرته A24 في الولايات المتحدة في 2 يونيو وCJ ENM في كوريا الجنوبية بإصدار محدود في 26 فبراير 2024، وإصدار واسع النطاق في 6 مارس. تلقى الفيلم مراجعات إيجابية من النقاد. ووصف كواحد من أفضل عشرة أفلام لعام 2023 من قبل المجلس الوطني للمراجعة ومعهد الفيلم الأمريكي، وتلقى إشادة من النقاد وأوسمة متعددة، مع خمسة ترشيحات في حفل توزيع جوائز الغولدن غلوب الواحد والثمانون بما في ذلك أفضل فيلم درامي وترشيحات في حفل توزيع جوائز الأوسكار السادس والتسعون لأفضل فيلم وأفضل سيناريو أصلي.

## الممثلون
- غريتا لي في دور نورا مون
- سونغ آه مون في دور نورا الصغيرة
- تيو يو في دور هاي سونغ
- سونغ مين ييم في دور هاي سونغ الشاب
- جون ماغارو في دور آرثر
- جي هيه يون في دور والدة نورا
- تشوي وون يونغ في دور والد نورا
- مين يونغ آهن في دور والدة هاي سونغ
- جوجو تي جيبس في دور جانيس
- إميلي كاس ماكدونيل في دور راشيل
- فيديريكو رودريجيز في دور روبرت
- كونراد شوت في دور بيتر
- كريستين سييه في دور هيذر

## الإنتاج
في يناير 2020، أُعلن أن تشوي وو شيك سيشارك في بطولة الفيلم، ومن المقرر أن تُخرج سيلين سونغ السيناريو الذي كتبته، وأن تُنتج A24 الفيلم وتوزعه إلى جانب كيلر فيلمز وCJ ENM. في أغسطس 2021، أُعلن أن غريتا لي وتيو يو وجون ماغارو انضموا إلى فريق عمل الفيلم، حيث حل يو محل تشوي.
صوّر المصور السينمائي شابير كيرشنر الفيلم على فلم 35 ملم. جرى الإنتاج خلال شهري يوليو وأغسطس 2021 في مواقع حول نيويورك، بما في ذلك عبّارات المدينة، وتحت جسر مانهاتن التاريخي وعلى طوله. تم بناء مجموعات الشقق لمحادثات سكايب/زوم بين هاي سونغ ونورا بجوار بعضها البعض في استوديوهات غرين بوينت في بروكلين، وجرى التصوير في وقت واحد. ثم انتقل الإنتاج إلى سول، كوريا الجنوبية، وجرى التصوير من أواخر أكتوبر إلى أوائل نوفمبر 2020.

## روابط خارجية
- حيوات سابقة على موقع IMDb (الإنجليزية)
- حيوات سابقة على موقع ميتاكريتيك (الإنجليزية)
- حيوات سابقة على موقع روتن توميتوز (الإنجليزية)
- حيوات سابقة على موقع ألو سيني (الفرنسية)
- حيوات سابقة على موقع أول موفي (الإنجليزية)
- حيوات سابقة على موقع فيلمافينيتي (الإسبانية)
- حيوات سابقة على موقع قاعدة بيانات الأفلام السويدية (السويدية)
- حيوات سابقة على موقع قاعدة بيانات الفيلم (الإنجليزية)
- حيوات سابقة على موقع ليتربوكسد (الإنجليزية)
- حيوات سابقة على موقع كينوبويسك (الروسية)